# The Vampire Diaries (8.ª temporada)
A oitava  temporada da série de televisão The Vampire Diaries foi confirmada oficialmente pela The CW em 11 de março de 2016 e estreou em 21 de outubro de 2016. A temporada é a última da série. A mesma estreou no Brasil em versão dublada pela MTV no dia 21 de novembro de 2016 às 21h, com exibições regulares às segundas nesse horário. Em Portugal, a temporada estreou no dia 21 de abril de 2017, no AXN Black com exibições regulares (tal como se confirmou nas temporadas anteriores) às sextas-feiras.

## Produção
A temporada marca o retorno do produtor executivo Kevin Williamson como roteirista da série desde sua saída na terceira temporada e ainda conta com Paul Wesley e Ian Somerhalder como produtores.
Todos os títulos dos episódios da temporada são frases de diálogos importantes de cenas da primeira temporada da série.
Em 23 de julho de 2016, durante a San Diego Comic-Con foi anunciado que a oitava temporada será a última da série e seria composta por 16 episódios, um número menor que as temporadas anteriores.
A atriz Nina Dobrev confirmou seu retorno no último episódio da série pela sua conta oficial no Instagram.

## Elenco

### Regular
| Ator/Atriz       | Personagem              | Frequência   |
| ---------------- | ----------------------- | ------------ |
| Paul Wesley      | Stefan Salvatore        | 16 episódios |
| Ian Somerhalder  | Damon Salvatore         | 16 episódios |
| Candice King     | Caroline Forbes         | 16 episódios |
| Kat Graham       | Bonnie Bennett          | 14 episódios |
| Matt Davis       | Alaric Saltzman         | 12 episódios |
| Michael Malarkey | Lorenzo "Enzo" St. John | 12 episódios |
| Zach Roerig      | Matt Donovan            | 12 episódios |
| Zach Roerig      | Ethan Maxwell           | 1 episódio   |

### Recorrente
| Ator/Atriz         | Personagem                  | Frequência                           |
| ------------------ | --------------------------- | ------------------------------------ |
| Nathalie Kelley    | Sybil                       | 12 episódios                         |
| Kristen Gutoskie   | Seline                      | 9 episódios                          |
| Tierney Mumford    | Elizabeth "Lizzie" Saltzman | 11 episódios                         |
| Lily Rose Mumford  | Josette "Josie" Saltzman    | 10 episódios                         |
| Joel Gretsch       | Peter "Pete" Maxwell        | 8 episódios (1 em arquivo de imagem) |
| Demetrius Bridges  | Dorian Williams             | 9 episódios                          |
| Wolé Parks         | Arcadius "Cade"             | 8 episódios                          |
| Allison Scagliotti | Georgina "Georgie" Dowling  | 4 episódios                          |
| Sammi Hanratty     | Violet Fell                 | 4 episódios (1 em arquivo de imagem) |

### Convidado
| Ator/Atriz        | Personagem                     | Frequência  |
| ----------------- | ------------------------------ | ----------- |
| Jaz Sinclair      | Beatrice "Bea" Bennett         | 2 episódios |
| Tristin Mays      | Sarah Nelson / Sarah Salvatore | 1 episódio  |
| Aisha Duran       | Virginia St. John              | 1 episódio  |
| Katrina Norman    | Cindy                          | 1 episódio  |
| Dietrich Teschner | Buck                           | 1 episódio  |
| Ted Huckabee      | Lou                            | 1 episódio  |
| Alexandra Chando  | Tara                           | 1 episódio  |
| Jonathan Williams | Xerife Jenkins                 | 1 episódio  |
| Julia Vasi        | Trudy                          | 1 episódio  |
| Evan Gamble       | Henry Wattles                  | 1 episódio  |
| Melinda Clarke    | Kelly Donovan                  | 1 episódio  |
| Erin Beute        | Miranda Sommers-Gilbert        | 1 episódio  |
| Jason McDonald    | Grayson Gilbert                | 1 episódio  |
| Natashia Williams | Lucy Bennett                   | 1 episódio  |
| Maria Howell      | Ayana                          | 1 episódio  |
| Navia Robinson    | Janie                          | 1 episódio  |
| Jen Harper        | A Bruxa dos Cinco              | 1 episódio  |

### Participação especial
| Ator/Atriz           | Personagem                             | Frequência                           |
| -------------------- | -------------------------------------- | ------------------------------------ |
| Nina Dobrev          | Elena Gilbert                          | 7 episódios (6 em arquivo de imagem) |
| Nina Dobrev          | Katherine Pierce                       | 1 episódio                           |
| Michael Trevino      | Tyler Lockwood                         | 6 episódios (1 em arquivo de imagem) |
| Marguerite MacIntyre | Elizabeth Forbes                       | 3 episódios                          |
| Chris Wood           | Malachai "Kai" Parker                  | 3 episódios                          |
| Kayla Ewell          | Vicki Donovan                          | 3 episódios                          |
| Jasmine Guy          | Sheila Bennett                         | 2 episódios                          |
| Persia White         | Abby Bennett Wilson                    | 1 episódio                           |
| David Anders         | John Gilbert                           | 1 episódio                           |
| Steven R. McQueen    | Jeremy Gilbert                         | 1 episódio                           |
| Sara Canning         | Jenna Sommers                          | 1 episódio                           |
| Arielle Kebbel       | Alexia "Lexi" Branson                  | 1 episódio                           |
| Jodi Lyn O'Keefe     | Josette "Jo" Laughlin / Josette Parker | 1 episódio                           |

## Episódios
| Episódio # | Total # | Título original (Título no Brasil)1                                                                      | Dirigido por        | Escrito por                                                               | Estreia                 | Audiência em milhões (EUA) |
| --- | ------- | --- | ------------------- | ------------------------------------------------------------------------- | ----------------------- | -------------------------- |
| 1 | 156     | "Hello, Brother2 (Olá, Irmão)"                                                                           | Michael A. Allowitz | Julie Plec & Kevin Williamson                                             | 21 de outubro de 2016   | 0.98                       |
| Meses após Damon e Enzo desaparecerem misteriosamente do cofre do Arsenal, Stefan incansavelmente leva sua busca à frente, enquanto Bonnie segue esperançosa de que eles serão encontrados. Alaric, junto de seus estagiários, explora o Arsenal também em busca de respostas. Ele e Caroline deixam suas filhas aos cuidados de uma nova babá, Seline. Enquanto isso, um encontro perigoso com um visitante inesperado deixa Caroline e Alaric temendo que alguém - ou alguma coisa - pode atingir sua família. Finalmente, depois de seguir algumas pistas misteriosas, Stefan percebe que aquilo que ele espera de seu irmão pode causar mais prejuízo sobre ele do que jamais poderia ter imaginado.                             |         | |                     |                                                                           |                         |                            |
| 2 | 157     | "Today Will Be Different3 (Hoje Será Diferente)"                                                         | Pascal Verschooris  | Melinda Hsu Taylor                                                        | 28 de outubro de 2016   | 0.90                       |
| Depois de descobrir que alguém do passado de Stefan pode ser o próximo alvo de Damon e Enzo, Bonnie e Caroline viajam até a Carolina do Norte. Lá, Bonnie toma medidas drásticas na intenção de libertar Enzo daquilo que segura ele. No Arsenal, Alaric e Georgie, sua estagiária, tropeçam em um misterioso símbolo que pode estar relacionado com a força sobrenatural que controla Damon e Enzo. Por fim, Caroline tem uma surpresa inesperada de Stefan. |         | |                     |                                                                           |                         |                            |
| 3 | 158     | "You Decided That I Was Worth Saving4 (Você Decidiu Que Eu Valia Ser Salvo)"                             | Michael Karasick    | Chad Fiveash & James Stoteraux                                            | 4 de novembro de 2016   | 0.87                       |
| Enquanto Enzo continua a lutar contra o que o controla, Bonnie encontra-se no centro de um jogo mortal e é forçada a tomar uma decisão dolorosa envolvendo duas das pessoas mais importantes na sua vida. No Arsenal, Alaric investiga um misterioso artefato que ele espera que o ajude na sua luta para trazer Damon e Enzo de volta. Finalmente, a fragilidade emocional de Damon leva Tyler Lockwood a tentar colocar um bom senso na cabeça dele, antes que seja tarde demais. Alaric, Stefan e Caroline conseguem capturar Sybil, uma sereia. |         | |                     |                                                                           |                         |                            |
| 4 | 159     | "An Eternity of Misery5 (Uma Eternidade de Miséria)"                                                     | Rob Hardy           | Neil Reynolds & Brett Matthews                                            | 11 de novembro de 2016  | 1.02                       |
| Com a tarefa de encontrar um misterioso artefato, a última missão de Damon o leva para o Texas, onde uma violenta briga com Peter Maxwell o leva a uma revelação surpreendente. Enquanto isso, depois de ganhar vantagem em sua luta para salvar Damon e Enzo, Stefan e Alaric se unem e descobrem as origens da força misteriosa que enfrentam. Sybil conta sobre seu passado e revela a existência de uma "irmã". Georgie é usada num plano para distrair Alaric e é morta em seguida. Enfim, Matt retorna para a briga depois de seu passado e presente colidirem de uma forma inesperada. |         | |                     |                                                                           |                         |                            |
| 5 | 160     | "Coming Home Was a Mistake6 (Voltar Para Casa Foi um Erro)"                                              | James Thompson      | Celine Geiger                                                             | 18 de novembro de 2016  | 0.92                       |
| Decaindo em um perigoso caminho da autodestruição, as ações mais recentes de Damon provam que ele pode estar bem além do ponto de retorno. Recusando-se a desistir de seu irmão, Stefan é forçado a tomar uma decisão angustiante que ameaça alterar sua relação com Damon para sempre. Enquanto isso, Bonnie recebe conselhos de Caroline sobre um modo de romper o controle sobre Enzo, enquanto Matt tenta decifrar uma misteriosa caixa de mensagens que ele recebeu. Finalmente, após uma tragédia acontecer perto de casa, Stefan e os outros são forçados a lembrar o que mais importa para eles. |         | |                     |                                                                           |                         |                            |
| 6 | 161     | "Detoured On Some Random Backwoods Path to Hell7 (Desviando Pela Floresta o Caminho Para o Inferno)"     | Paul Wesley         | Alan McElroy                                                              | 2 de dezembro de 2016   | 1.05                       |
| Quando suas filhas tornam-se o foco do último plano das Sereias, Caroline toma medidas drásticas para garantir que nada fique no caminho de manter sua família segura. Em uma corrida contra o relógio, Stefan promete fazer tudo o que pode para salvar as gêmeas, enquanto as tensões entre Alaric e Caroline fervem, levando-os a enfrentar algumas duras realidades sobre o futuro da sua família. Enquanto isso, quando Enzo se vê incapaz de lutar contra o último movimento de Sybil, Stefan mergulha em seu subconsciente e, ao longo do caminho, desencadeia uma série de eventos que o deixa diante de uma decisão que mudará sua vida. Stefan consegue salvar as filhas de Alaric e Caroline, fazendo um acordo com Cade. |         | |                     |                                                                           |                         |                            |
| 7 | 162     | "The Next Time I Hurt Somebody, It Could Be You8 (Na Próxima Vez Que Eu Machucar Alguém, Pode Ser Você)" | Tanya Hamilton      | Shukree Tilghman                                                          | 9 de dezembro de 2016   | 0.98                       |
| Diante das consequências de sua interação com Cade, Stefan está determinado a ter uma coisa boa - a véspera de Natal com Caroline. No entanto, quando Damon e Sybil interrompem o jantar de sua véspera de Natal, que tem a presença de Alaric, Matt e Peter, as coisas tomam um rumo inesperado. Enquanto isso, em uma série de flashbacks do passado de Stefan, a tentativa de Cade para atrai-lo com seu misterioso plano deixa Stefan diante de uma decisão inimaginável. Seline tenta fazer um acordo com Bonnie e Enzo para proteger as filhas de Caroline. |         | |                     |                                                                           |                         |                            |
| 8 | 163     | "We Have History Together9 (Uma História Juntos)"                                                        | Ian Somerhalder     | Matthew D'Ambrosio                                                        | 13 de janeiro de 2017   | 0.95                       |
| Stefan e Damon vão à um grupo de controle de raiva à procura da sua próxima vítima. Sybil ainda está viva e ensinando um grupo de estudantes do ensino médio, que ela mais tarde usa para fazer com que Caroline localize um artefato histórico que pode ser usado contra ela. Enquanto isso, Stefan e Damon continuam seu compromisso com Cade enquanto eles testam a moral de uma jovem médica, Tara. Matt descobre que o artefato tem uma ligação com o passado de sua família. Um presente dado por Caroline mexe com Damon. |         | |                     |                                                                           |                         |                            |
| 9 | 164     | "The Simple Intimacy of the Near Touch10 (A Intimidade de um Toque)"                                     | Geoff Shotz         | Neil Reynolds & Penny Cox                                                 | 20 de janeiro de 2017   | 0.86                       |
| Stefan e Damon retornam a Mystic Falls a pedido de Sybil e ela ainda está em busca do artefato histórico, um sino. Bonnie volta de Paris usando um colar com um pouco do sangue de Enzo, o que faz Caroline pensar se ela vai se transformar em uma vampira. Stefan, Damon, Caroline, Bonnie e Enzo vão à cerimônia do concurso Miss Mystic Falls, onde Sybil continua a provocar Damon com memórias de Elena. |         | |                     |                                                                           |                         |                            |
| 10 | 165     | "Nostalgia's a Bitch11 (Nostalgia é uma Droga)"                                                          | Kellie Cyrus        | Brett Matthews                                                            | 27 de janeiro de 2017   | 0.94                       |
| Sybil promulga vingança sobre Damon colocando-o em um estado catatônico. Caroline e Bonnie entram na mente de Damon e se deparam com rostos familiares do passado, mas apenas descobrem que Stefan é a chave para o destino de Damon. É uma corrida contra o tempo quando Sybil e sua irmã, Seline, enganam Matt para controlá-lo, o que pode trazer graves consequências para todos em Mystic Falls. |         | |                     |                                                                           |                         |                            |
| 11 | 166     | "You Made a Choice to Be Good12 (Você Escolheu Ser do Bem)"                                              | Carol Banker        | Celine Geiger & Melinda Hsu Taylor                                        | 3 de fevereiro de 2017  | 0.92                       |
| Cade retorna a Mystic Falls e dá a Damon e Stefan atribuições adicionais, cada uma com suas consequências impensáveis. Mesmo com a tensão crescendo em sua amizade, Caroline e Matt dão o melhor para proteger os moradores da cidade do apetite de Cade por suas almas. Bonnie e Enzo vão para a estrada em uma viagem romântica, levando o sino com eles na esperança de mantê-lo seguro, mas essa viagem pode trazer grandes mudanças para eles. Damon e Caroline tem um plano para derrotar Cade. A vida de Elena fica ameaçada e Bonnie tomará uma atitude drástica para protegê-la. |         | |                     |                                                                           |                         |                            |
| 12 | 167     | "What Are You?13 (O Que Você é?)"                                                                        | Darren Genet        | Chad Fiveash & James Stoteraux                                            | 10 de fevereiro de 2017 | 1.11                       |
| Para salvar a alma de Stefan, Damon faz um acordo com Cade para recuperar o diário Maxwell. Alaric e Matt se recusam a entregar o diário, pois ele pode conter a chave para destruir Cade. O diário traz também informações sobre um ancestral de Matt e sua ligação com outros seres que habitavam Mystic Falls. Caroline tenta desesperadamente se conectar com Stefan antes de Cade seguir com seu plano. |         | |                     |                                                                           |                         |                            |
| 13 | 168     | "The Lies Will Catch Up with You14 (Mentiras Te Alcançarão)"                                             | Tony Solomons       | Neil Reynolds                                                             | 17 de fevereiro de 2017 | 0.99                       |
| Damon e Alaric se deparam com um velho inimigo depois de conseguirem uma arma que pode destruir Cade. Stefan é mantido em cativeiro por Dorian, estagiário de Alaric, e é forçado a enfrentar um segredo obscuro de seu passado. Enquanto isso, Caroline e Matt tentam impedir que o histórico violento de Stefan o destrua. Cade concentra sua atenção em Bonnie e mergulha a fundo em sua mente. |         | |                     |                                                                           |                         |                            |
| 14 | 169     | "It's Been a Hell of a Ride15 (Uma Estrada e Tanto)"                                                     | Pascal Verschooris  | Brett Matthews & Shukree Hassan Tilghman                                  | 24 de fevereiro de 2017 | 1.04                       |
| Damon e Stefan devem juntar forças contra Cade para salvar o caixão de Elena. Enquanto isso, Caroline e Alaric lidam com os poderes mágicos de suas filhas, Josie e Elizabeth. Cade diz a Damon que ele terá que escolher entre a vida de Elena ou de Stefan. Bonnie interfere e resolve duelar com Cade usando seus poderes. Stefan garante a Bonnie que conquistará seu perdão, pelo erro que cometeu com ela. |         | |                     |                                                                           |                         |                            |
| 15 | 170     | "We're Planning a June Wedding16 (Um Casamento Em Junho)"                                                | Chris Grismer       | Jen Vestuto & Melissa Marlette (história) e Melinda Hsu Taylor (teleplay) | 3 de março de 2017      | 1.14                       |
| Kelly, a mãe de Matt, retorna a Mystic Falls alegando querer se reaproximar do filho, mas sua volta pode ter outro propósito. Um casamento ao ar livre é rapidamente planejado para que Damon e Stefan atraiam um inimigo perigoso. Esta ameaça coloca o destino de Mystic Falls em perigo eminente e deve ser destruída. As vidas de Bonnie e das filhas de Alaric ficam seriamente ameaçadas. |         | |                     |                                                                           |                         |                            |
| 16 | 171     | "I Was Feeling Epic17 (Uma Vida Épica)"                                                                  | Julie Plec          | Julie Plec & Kevin Williamson                                             | 10 de março de 2017     | 1.15                       |
| Com o destino de Mystic Falls em jogo, Stefan e Damon devem lutar contra sua maior inimiga, Katherine, em uma última batalha. Damon terá que fazer a pior escolha de sua vida colocando em risco seu futuro com Elena enquanto Mystic Falls se encontra em contagem regressiva para a sua destruição. |         | |                     |                                                                           |                         |                            |

### Especiais
| Episódio # | Total # | Título original (Título no Brasil)1                                           | Estreia             | Audiência em milhões (EUA) |
| --- | ------- | ----------------------------------------------------------------------------- | ------------------- | -------------------------- |
| # | #       | "The Vampire Diaries: Forever Yours (Diários de um Vampiro: Para Sempre Seu)" | 10 de março de 2017 | 1.07                       |
| Depois de oito temporadas incríveis, The Vampire Diaries chega à um final dramático e épico. Esta retrospectiva de uma hora apresenta entrevistas com membros do elenco do passado e do presente e estrelas convidadas, conversas com os produtores executivos Julie Plec e Kevin Williamson, filmagens nos bastidores da última temporada e momentos especiais dos últimos oito anos. |         |                                                                               |                     |                            |